# Tobias Willers
Tobias Willers (* 21. April 1987 in Hasede) ist ein ehemaliger deutscher Fußballspieler. Er stand zuletzt beim FC Viktoria Köln unter Vertrag.

## Karriere
Tobias Willers begann das Fußballspielen als Vierjähriger in seinem Heimatort Hasede und später in der Kreisstadt Hildesheim, bevor er mit 15 Jahren zu Hannover 96 ging. Dort spielte er die höheren Jugendjahrgänge und anschließend trat er für die U-23 in der Oberliga Nord an. Er war als Abwehrspieler Stammspieler und wurde in seinem zweiten Jahr auch in den erweiterten Kader der Bundesligamannschaft aufgenommen.
Nachdem er aber dort nicht zum Einsatz gekommen war, ging er 2007 zum KSV Hessen Kassel, der in der drittklassigen Regionalliga spielte. Dort war er fester Bestandteil der Innenverteidigung. Nach Verpassen der Qualifikation für die neue 3. Liga verließ er die Löwen bereits nach einem Jahr wieder und ging nach Wuppertal. Beim Wuppertaler SV Borussia spielte er seine erste Profisaison in Liga 3. Nach seinem ersten Profijahr war der WSV zum Saisonwechsel 2009 jedoch zu großen finanziellen Einschnitten gezwungen und so erhielten einige Spieler keinen neuen Vertrag, darunter auch Willers. Es dauerte bis zum Oktober, bis er mit den Sportfreunden Lotte in der nun viertklassigen Regionalliga einen neuen Arbeitgeber fand. Zwei Jahre spielte er bei den Westfalen und wurde vom Innenverteidiger zum Defensivallrounder. In seinem zweiten Jahr zeigte sich Willers besonders torgefährlich: Er war mit sieben Toren erfolgreichster Schütze des Teams und entschied drei Partien mit seinen Treffern im Alleingang. Trotzdem verpassten die Sportfreunde zweimal hintereinander den Aufstieg.
Zur Saison 2011/12 wechselte der Niedersachse dann wieder in die 3. Liga und verstärkte in seinem zweiten Profiligajahr die Abwehr von Rot-Weiß Oberhausen. Ab dem 5. Spieltag gehörte er der Stammelf des Teams an. Durch den Abstieg der Oberhausener in die Regionalliga verlor sein Vertrag seine Gültigkeit und Willers wechselte zurück zu den Sportfreunden Lotte. Dort holte er als Kapitän die Meisterschaft. Die Sportfreunde qualifizierten sich dadurch für die Relegation zur 3. Liga, in der sie auf RB Leipzig trafen. Zur Saison 2013/14 wechselte er zu RB Leipzig und damit zu dem Verein, der sich in der Aufstiegsrunde zur 3. Liga gegen die Sportfreunde Lotte durchgesetzt hatte. Mit den Leipzigern stieg er in die 2. Bundesliga auf, wurde dort aber zu Beginn der Saison 2014/15 nicht eingesetzt, woraufhin er sich vor Ablauf der Wechselfrist dem VfL Osnabrück in der 3. Liga anschloss.
In Osnabrück erhielt er einen Dreijahresvertrag.
Im Vorfeld des letzten VfL-Saisonspiels 2016/17 gegen den SC Paderborn 07 war Willers Teil eines Vorfalls, der Ermittlungen wegen des Verdachts der versuchten Spielmanipulation nach sich zog. Er animierte seine Teamkollegen Marc Heider und Addy-Waku Menga, bei befreundeten Spielern des abstiegsbedrohten SV Werder Bremen II nach einer nicht näher definierten Prämie zu fragen, als Gegenleistung dafür, im Spiel gegen Paderborn die volle sportliche Leistung abzurufen. Weiterhin fragte er persönlich bei einem Spieler des abstiegsbedrohten Rot-Weiß Erfurt bezüglich einer Prämie an. Zu einer Wettbewerbsverzerrung konnte es jedoch nicht kommen, da keiner der drei Spieler im Spiel eingesetzt wurde. Vom DFB-Sportgericht wurde er wegen „unsportlichen Verhaltens“ zu einer Sperre von vier Monaten und einer Geldbuße von 4000 Euro verurteilt. Sein zum 30. Juni 2017 auslaufender Vertrag wurde nicht verlängert. Für den VfL absolvierte Willers insgesamt 95 Ligaspiele und schoss vier Tore.
Anfang Oktober 2017, wenige Tage vor Ablauf seiner Sperre, die zuvor um einen Monat verkürzt worden war, unterschrieb der vereinslose Willers einen Vertrag bei seinem künftigen Verein FC Viktoria Köln. Mit Viktoria Köln wurde Willers 2019 Meister der Regionalliga West und stieg in die 3. Liga auf.
Im Juli 2020 gab Willers bekannt, seine aktive Spielerkarriere am Ende der Saison zu beenden. Bei seinem letzten Spiel für Köln gegen den KFC Uerdingen 05, welches 1:1 endete, war Willers Kapitän der Mannschaft.

## Erfolge
- Meister der Regionalliga West: 2018/19 (mit Viktoria Köln)
- Aufstieg in die 3. Liga 2018/19 mit Viktoria Köln
- Mittelrheinpokalsieger: 2017/18 (mit Viktoria Köln)